# Centre de détention de Bédenac
Le centre de détention de Bédenac est un centre de détention français pour détenus vieillissants situé dans la commune de Bédenac, dans le département de la Charente-Maritime et dans la région Nouvelle-Aquitaine.

## Histoire
Depuis 2013, le centre propose des séances d'éthologie et de médiation canine afin de redonner confiance en soi aux détenus.
Dans un rapport publié dans le Journal officiel du 18 mai 2021, la Contrôleur général des lieux de privation de liberté Dominique Simonnot donne l'alerte sur les « atteintes à la dignité et du non-respect du droit à la santé et à la sécurité […] constituant un traitement inhumain ou dégradant au sens de l’article 3 de la Convention européenne des droits de l’homme » que subissent les personnes détenues vieillissantes dans ce centre. Le rapport révèle que le médecin généraliste du site a démissionné pour des raisons éthiques et n'a pas été remplacé. À l'antenne de France Inter, la Contrôleur général a déclaré que les contrôleurs étaient « tombés sur des gens dans un état d'abandon total, d'impotence totale, qui ne peuvent se hisser de leur chaise roulante au lit médicalisé ou le contraire qu'au prix d'efforts monstrueux. Des gens atteints de démence, incontinents, qui attendent l'aide médicale qui vient deux-trois fois par semaine et donc vivent le reste du temps dans leur pisse et leur merde, dans leur lit souillé ».